# باسل آرثر بروت
باسل آرثر بروت جونيور (بالإنجليزية: Basil Arthur Pruitt Junior)‏ (و. 1930  م) هو جَرّاح، من الولايات المتحدة.

## جوائز
حصل على جوائز منها:
- جائزة الملك فيصل العالمية في الطب (2008).[1]